# Poradnictwo w rolnictwie
Poradnictwo w  rolnictwie – sposób udzielania pomocy instruktorskiej rolnikom indywidualnym w zakresie kierowania gospodarstwem rolnym. Pomoc polegała na nakłanianiu rolników do określonego działania, unowocześnienia gospodarstwa rolnego, przyjęcie regulacji dotyczących stosowanych środków produkcji  oraz do określonych zmian w technologii i organizacji produkcji.
Poradnictwo w rolnictwie jest właściwy dla warunków rolnictwa polskiego, charakteryzującego się dużym rozdrobieniem gospodarstw rolnych.

## Pojęcie poradnictwa w rolnictwie
Poradnictwo w rolnictwie  stanowiło rodzaj postępowania o charakterze nakazowo-polecającym, który stosowano w warunkach polskich wobec nowych osadników i gospodarstw powstałych w wyniku reformy rolnej oraz osób nie pracujących dotychczas  w rolnictwie. W  okresie uspółdzielczenia rolnictwa poradnictwo rolnicze stosowano wobec członków rolniczych spółdzielni produkcyjnych, nie mających doświadczenia w zespołowej pracy w rolnictwa. Natomiast w okresie wprowadzenia nowej polityki rolnej z 1956 r. poradnictwo w rolnictwie było konieczne w sytuacji wprowadzania innowacji i nowych  środków produkcji w rolnictwie (nawożenie mineralne, wymiana materiału siewnego, ochrona roślin, unasienianie zwierząt).
Według Czesława Maziarza – „poradnictwo rolnicze polega na  udzielaniu przez instruktorów fachowej pomocy rolnikom-producentom w konkretnych sprawach zawodowych związanych z dążeniem do racjonalnego prowadzenia gospodarstwa. Pomoc ta wyraża się w przekazywaniu informacji o nowościach  oraz udzielaniu fachowych porad z zakresu przyrodniczych, technicznych i ekonomicznych zagadnień produkcji rolniczej, bądź też praktycznych zaleceń, które wskazuje nauka i przodująca praktyka”.
Według Marka  Urbana – „działalność w zakresie poradnictwa prowadzą  przede wszystkim służby instruktorskie rad narodowych, kółek rolniczych i związków branżowych i surowcowych. Ich celem jest zapewnienie stałego wzrostu produkcji rolniczej, podniesienia wydajności i uruchomienie rezerw tkwiących w gospodarstwach rolnych”.
Według Jana Wnęka – „poradnictwo rolnicze jest częścią pozaszkolnej oświaty rolniczej, a jej cele oświatowo-wychowawcze stanowią przykład racjonalnych dążeń rolników do zmiany sposobu gospodarowania.

## Zakres poradnictwa w rolnictwie
Poradnictwo w rolnictwie stanowi system społeczno-zawodowy informowania rolników o wprowadzanych zmianach w rolnictwie odnośnie do pojawiających się innowacji rolniczych, przepisów prawa związanych z odnawianiem materiału siewnego, dawek nawozów mineralnych i środków ochrony roślin, sposobów zbycia produktów rolnych (kontraktacja), uzyskania wsparcia kredytowego i zdobycia kwalifikacji. Poradnictwo w rolnictwie dotyczące  nowych osadników lub gospodarstw rolnych powstałych  w wyniku reformy rolnej polegało na podawaniu rolnikom podstawowych informacji z zakresu technologii produkcji roślinnej (orka, siew, zbiór, przechowywanie), żywienia zwierząt gospodarskich i higieny pomieszczeń gospodarskich.
W zakresie poradnictwa żywieniowego wsparcie zmierzało do zwiększenia produkcji zwierzęcej poprzez udzielenia pomocy w zakresie doboru materiału hodowlanego, prawidłowego żywienia, oceny użytkowej zwierząt, wskazywania sposobów właściwego pielęgnowania i utrzymania zwierząt. 
Poradnictwo rolnicze w zakresie mechanizacji rolnictwa polegało na  skłonieniu rolników, aby  zamieniali urządzenia, maszyny i narzędzia rolnicze dotychczas używane nowszymi modelami, które przynoszą ulgę w pracy i przyczyniają do wzrostu produktywności rolnictwa.

## Poradnictwo w rolnictwie okresu powojennego
W okresie powojennym związanym z odbudową rolnictwa ze zniszczeń wojennych stosowano różne formy i metody poradnictwa rolniczego, które  odgrywały bardzo dużą rolę w procesie adaptacji nowych rolników do warunków  funkcjonowania na wsi i w rolnictwie.
W 1945 r. Ministerstwo Rolnictwa i Reform Rolnych podjęło decyzję w sprawie przywrócenia stanowisk instruktorów rolnych w ramach izb rolniczych. Zadania instruktorskie realizowano poprzez wsie wzorowe i gospodarstwa przykładowe, które wobec nowego zjawiska jakim było osadnictwo rolnicze, wymagało niekonwencjonalnego postępowania. Miarą efektywności poradnictwa rolniczego była liczba gospodarstw, które zastosowały się do zaleceń instruktorów.
Według danych roczników statystycznych GUS liczba instruktorów rolnych i instruktorek wiejskiego gospodarstwa kobiecego przedstawiała się następująco:
| Województwo  | Instruktorzy rolni | Instruktorzy rolni | Instruktorki wiejskiego gospodarstwa kobiecego | Instruktorki wiejskiego gospodarstwa kobiecego | Instruktorki wiejskiego gospodarstwa kobiecego |
| Województwo  | 1946               | 1947               | 1946                                           | 1947                                           | 1948                                           |
| Białostockie | 32                 | 25                 | 12                                             | 13                                             | 18                                             |
| Bydgoskie    | 124                | 28                 | 24                                             | 24                                             | 20                                             |
| Kieleckie    | 248                | 27                 | 33                                             | 41                                             | 20                                             |
| Krakowskie   | 55                 | 14                 | 29                                             | 31                                             | 16                                             |
| Lubelskie    | 120                | 30                 | 43                                             | 49                                             | 24                                             |
| Łódzkie      | 137                | 13                 | 43                                             | 34                                             | 17                                             |
| Olsztyńskie  | 30                 | 34                 | 16                                             | 23                                             | 23                                             |
| Pomorskie    | 17                 | 111                | 11                                             | 13                                             | 22                                             |
| Poznańskie   | 123                | 37                 | 73                                             | 84                                             | 39                                             |
| Rzeszowskie  | 14                 | 29                 | 45                                             | 54                                             | 35                                             |
| Śląskie      | 20                 | 20                 | 24                                             | 28                                             | 26                                             |
| Szczecińskie | 61                 | 28                 | 22                                             | 19                                             | 26                                             |
| Warszawskie  | 30                 | 37                 | 61                                             | 57                                             | 35                                             |
| Wrocławskie  | 40                 | 70                 | 26                                             | 23                                             | 45                                             |
| Razem        | 1051               | 503                | 462                                            | 493                                            | 366                                            |

## Zakres poradnictwa w ramach gromadzkiej służbie rolnej
Podstawowym obowiązkiem gromadzkiej służby rolnej było zapewnienie dalszego wzrostu produkcji rolniczej oraz doskonalenie produkcji objętej kontraktacją. Do zadań służby należało:
- organizowanie racjonalnego wykorzystania środków produkcji, a zwłaszcza nawozów mineralnych i przemysłowych mieszanek paszowych;
- przeprowadzenie szkolenia rolników;
- organizowanie demonstracji i pokazów;
- popularyzowanie wyników badań naukowych i postępowych metod produkcji;
- wyłanianie przodujące gospodarstwa rolne;
- realizowanie planu gromadzkiego rozwoju gromady;
- planu ochrony roślin;
- ustalanie zadań kontraktacyjnych wsi;
- upowszechnianie postępowych metod chowu zwierząt gospodarskich;
- organizowanie gniazd reprodukcyjnych;
- stosowania nawozów mineralnych;
- obowiązek planowego odnawiania materiału siewnego.

Pod względem liczebnym gromadzka służba rolna liczyła w 1972 r. 10 398 agronomów i zootechników gromadzkich.

## Zakres poradnictwa w ramach gminnej służbie rolnej
Powstanie gminnej służby rolnej wynikało z wprowadzenia nowego podziału administracyjnego kraju i wyłonienie gmin zamiast gromad.
Do podstawowych zadań gminnej służby rolnej należało:
- organizowanie rozwoju produkcji rolniczej, a zwłaszcza produkcji zwierzęcej,
- racjonalne wykorzystanie środków produkcji i właściwe użytkowanie gruntów, z uwzględnieniem zespołowych form gospodarowania,
- prowadzenie intensywnej gospodarki na trwałych użytkach zielonych,
- prowadzenie instruktażu i doradztwa dla rolników, zwłaszcza podejmujących specjalizację w zakresie produkcji roślinnej i zwierzęcej.

Pod względem liczebnym gminna służba rolna w 1981 r. liczyła 20 843 instruktorów rolnych.

## Od poradnictwa w rolnictwie do doradztwa rolniczego

### Wojewódzkie ośrodki postępu rolniczego
Wraz z pojawieniem się w 1975 r. wojewódzkich ośrodków postępu rolniczego można mówić o czynnościach rolniczych wykonywanych wobec rolników jako o procesie doradzanie, zamiast poprzednich pojęć - instruowanie, polecanie, nakazywanie czy  pouczanie. Zamiast instruktorów rolnych, agronomów, zootechników czy agromeliorantów pojawili się doradcy rolni, którzy widzą w rolniku swego partnera.
Do zadań wojewódzkich ośrodków postępu rolniczego zgodnie z uchwałą Rady Ministrów należało:
- adaptowanie i wdrażanie do produkcji rolniczej wyników prac naukowo-badawczych i osiągnięć praktyki,
- upowszechnianie nowych technologii, metod i środków produkcji oraz specjalizacji w produkcji rolniczej,
- prowadzenie wzorcowego gospodarstwa rolnego oraz ośrodków szkoleniowych,
- opracowywanie programów i planów upowszechniania wiedzy i postępu rolniczego,
- inicjowanie, organizowanie i prowadzenie poradnictwa fachowego dla rolników,
- prowadzenie zespołów przysposobienia rolniczego,
- prowadzenie informacji naukowo-technicznej i ekonomicznej oraz upowszechnianie czytelnictwa prasy i literatury fachowej.

Liczba zatrudnionych doradców w 1982 r. wynosiła 10 420 osób.

### Wojewódzkie ośrodki doradztwa rolniczego
Restrukturyzacja rolnictwa dokonana w 1989 r. potrzebowała nowoczesnych służb, służących pomocą w przebudowie gospodarstw rolnych. W obliczu stowarzyszenia z Unią Europejską podjęto wysiłki zmierzające do odejścia od metod doradztwa produkcyjno-technologicznego  w kierunku doradztwa ekonomiczno-finansowego i informatycznego.
Do zadań wojewódzkich ośrodków doradztwa rolniczego zgondie ustawą z 2004 r. o jednostkach doradztwa należało:
- prowadzenie szkolenia dla rolników i innych mieszkańców obszarów wiejskich,
- prowadzenie działalności w zakresie podnoszenia kwalifikacji zawodowych rolników,
- prowadzenie działalności informacyjnej wspierającą rozwój produkcji rolniczej,
- prowadzenie analizy rynku artykułów rolno-spożywczych i środków produkcji rolniczej,
- upowszechnianie metod produkcji rolniczej i stylu życia przyjaznego dla środowiska.